# ヒロイン (back numberの曲)
「ヒロイン」は、back numberの11枚目のシングル。

## 解説
- 10thシングル「繋いだ手から」から約10ヶ月ぶりのリリース。
- 初回盤と通常盤の2形態での発売。
- 初回盤は、「ヒロイン」のMVと、横浜アリーナで行われた「love stories tour 2014 ～横浜ラブストーリー2～」のライブダイジェストを収録したDVD付。
- 初回盤のジャケットには、JR東日本『JR SKI SKI』のCMキャラクターを務める広瀬すずが写っている[3]。
- 通常盤のジャケットは清水依与吏が北海道で撮影したもの。
- 初回プレス分には、ライブハウスツアーチケット先行抽選のシリアルナンバーが封入されている。
- 初週売上は約2万9000枚で[2]、9thシングル「fish」の初週売上約1万8000枚を上回る自己最高の記録となった[2]。さらに、9thシングル「fish」の累計約2万1000枚も初週売上のみで上回っている[4]。
- iTunesトップソングでは9日連続の1位を記録している[5]。
- 2020年現時点では、「高嶺の花子さん」「クリスマスソング」に続く、同バンドを代表する楽曲の1つとして挙げられている。
- 2019年6月 清水のヒロイン弾き語りver.としてキリン「淡麗グリーンラベル」のCM、「GREEN JUKEBOX 雪篇」で使用された。[6]

## 収録曲
- 全作詞作曲：清水依与吏、編曲：back number（特記除く）
- 5thアルバム『シャンデリア』収録(#1,3)

1. ヒロイン（編曲：back number & 小林武史、ストリングスアレンジ：小林武史 & 四家卯大）
  - JR東日本『JR SKISKI』CMソング
  - キリン『グリーンラベル』CMソング
  - プロデューサーは小林武史。作曲の段階から共同で作業を行ったという。イントロのオルガンのフレーズなども小林が考案している。
  - 仮タイトルは「電子レンジ」[7]。
2. アーバンライフ
  - 2010年頃には曲があった。
3. アップルパイ
  - 2010年頃には曲があって、2ndアルバム『スーパースター』収録の「リッツパーティー」と同時期に作られた。
  - 今回の収録に際してギターフレーズの変更などのアレンジを施した[8]。
4. ヒロイン (instrumental)
5. アーバンライフ (instrumental)
6. アップルパイ (instrumental)

## 初回盤特典DVD収録内容
1. 「ヒロイン」MV
2. 「ヒロイン」MVメイキング&ジャケット写真撮影メイキング
3. “love stories tour 2014 ～横浜ラブストーリー2～”ライブダイジェスト